# Вальсерон
Вальсерон (фр. Valserhône) — муніципалітет у Франції, у регіоні Овернь-Рона-Альпи, департамент Ен. Вальсерон утворено 1 січня 2019 року шляхом злиття муніципалітетів Бельгард-сюр-Вальсерин, Шатійон-ан-Мішай i Ланкран. Адміністративним центром муніципалітету є Бельгард-сюр-Вальсерин. Населення — 16 295 осіб (01.01.2021).